# Tel Aviv Metro

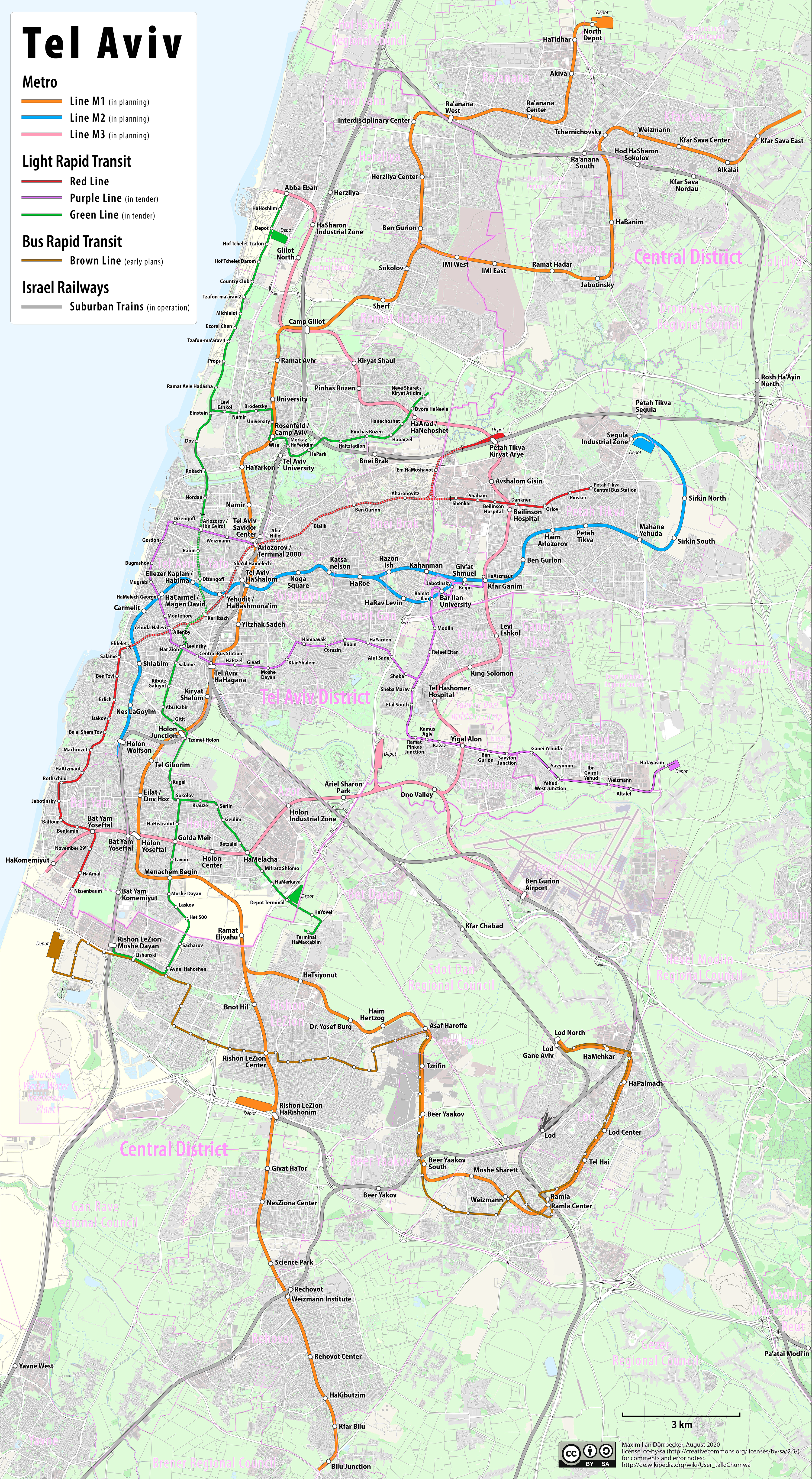
Netzplan des Dankal-Systems

Die Tel Aviv Metro (auch MetroTLV) ist ein geplantes U-Bahn-System für die Metropolregion Tel Aviv. Es wird die Vorortlinien der Stadtbahn Tel Aviv und der Israel Railways ergänzen und aus drei unterirdischen U-Bahnlinien bestehen, um eine schnelle Transportlösung für die Stadt zu schaffen. Die Arbeiten sollen 2025 beginnen. Die Inbetriebnahme ist für 2032 geplant.

## Geschichte
Der Plan für die U-Bahn wurde 2015 vom Finanzministerium unter Umgehung des Verkehrsministeriums vorgelegt. Laut dem Ministerium wird der Stadtbahnplan bereits in den 2020er Jahren, wenn die ersten Linien fertiggestellt sein werden, nicht ausreichen, um den Transportbedarf Tel Avivs zu decken. In internen Diskussionen wurden mehrere Alternativen vorgeschlagen. Der Plan stieß damals beim Verkehrsministerium auf Überraschung.
Anfang 2016 einigten sich die beiden Ministerien auf einen Gesamtentwurf, der neben drei neuen U-Bahnlinien auch drei der sieben geplanten Stadtbahnlinien umfassen soll. Im September 2016 veröffentlichte das staatliche Unternehmen Netivei Jisraʾel eine Ausschreibung für eine Machbarkeitsstudie für die U-Bahnlinien. Die endgültigen Kosten aller Linien werden auf 130–150 Milliarden NIS (40–46 Milliarden US-Dollar) geschätzt.
Im Juli 2018 veröffentlichten Netivei Jisraʾel eine Ausschreibung für die Planung der drei U-Bahnlinien. Im Juli 2018 legte McKinsey der israelischen Regierung einen Bericht über die finanziellen Aspekte des Projekts vor. Als Leiterin der Planungsteams wurden Dana Kehat aus Mansfeld-Kehat für M1, Elieʿzer Armon für M2 und Edna Lerman für M3 ausgewählt.
Am 15. April 2019 genehmigte der Landesausschuss für Planung und Bau nationaler Infrastrukturen (הַוַּעֲדָה הָאַרְצִית לְתִכְנוּן וְלִבְנִיָּה שֶׁל תַּשְׁתִּיּוֹת לְּאֻמִיות HaWaʿadah haʾArzīt ləTichnūn wəliVnijjah schel Taschtijjōt Ləʾummijjōt) die Trasse aller drei U-Bahnlinien.
Im Dezember 2022 begann der Probeaushub zur Beurteilung der Bodenverhältnisse beim Bau der U-Bahn.
Am 29. August 2023 unterzeichnete die israelische Verkehrsministerin Miri Regev eine Anordnung, die den Landerwerb für den Beginn des Baus des U-Bahn-Systems ermöglichte.
Der Baubeginn ist für 2025 vorgesehen und die Eröffnung soll im Jahr 2032 erfolgen. Die rechtlichen Grundlagen für den Bau der U-Bahn finden sich im Nationalen Rahmenplan 70.

## Netz
Der Baubeginn ist für etwa 2025 geplant.
| Linie    | Länge | Route |
| -------- | ----- | --- |
| M1       | 85 km | Raʿananna – Herzlia – Ramat haScharon – Tel Aviv Zafon – Universiṭat Tel Aviv – Bavli – Netivei Ajjalon (Tel Aviv) – Jigʾal Allon Street – Qirjat Schalom – Cholon Merkaz – Rischon LeZion Merkaz – Ness Ziona – Rechovot – Zomet Bilu                                                |
| M1       | 85 km | Kfar Saba – Hod haScharon – IWI Ramat haScharon – Qirjat Atidim und Ramat haChajjal – Universiṭat Tel Aviv – Bavli – Netivei Ajjalon (Tel Aviv) – Jigʾal Allon Street – Qirjat Schalom – Cholon Merkaz – Altes Industriegebiet Rischon LeZion – Tzrifin – Beʾer Jaʿaqov – Ramla – Lod |
| M2       | 26 km | Wolfson Medical Center – Tel Aviv Merkaz – HaQirja – Nachalat Jitzchaq – Givʿatajim – Bnei Braq Darom – Universiṭat Bar-Ilan – Givʿat Schmuʾel – Petach Tiqwa |
| M3       | 39 km | Bat Jam Darom – Cholon Darom – Industriegebiet Cholon – Azor – Or Jehuda – Scheba Medical Center – Qirjat Ono – Ramat Siv und Qirjat Arjeh – Tel Aviv Zafon-Maʿarav – Glilot – Herzlia Pittuach                                                                                       |
| Quellen: |       | |

## Kosten
Die voraussichtlichen Kosten des Programms belaufen sich laut Systra auf 150 Milliarden NIS (etwa 44 Milliarden US-Dollar), wovon 82 Milliarden NIS in die M1 Linie fließen. Innerhalb der M1 Linie betragen die Kosten für die Verlagerung der Infrastruktur voraussichtlich 2,5 Milliarden NIS. Die 55 Stationen sollen 19 Milliarden NIS oder etwa 100 Millionen US-Dollar pro Station kosten. Der Tunnelbau wird mit 13, der Ausbau mit 5 und das rollende Material mit 2,5 Milliarden NIS veranschlagt.